# Maria Katarzyna Farnese
Maria Katarzyna Farnese (ur. 18 lutego 1615 w Parmie, zm. 25 lipca 1646 w Sassuolo) – księżniczka Parmy i poprzez małżeństwo księżna Modeny i Reggio.
Urodziła się jako druga córka (szóste spośród dziewięciorga dzieci) księcia Parmy, Piacenzy i Castro Ranuccio I z jego małżeństwa z księżną Małgorzatą.
11 stycznia 1631 w Parmie poślubiła księcia Modeny i Reggio Franciszka I d’Este. Para miała dziewięcioro dzieci:
- Alfonsa d’Este (1632–1632),
- Alfonsa IV (1634–1662), kolejnego księcia Modeny,
- Isabellę d’Este (1635–1666),
- Leonorę d’Este (1639–1640),
- Tedalda d’Este (1640–1643),
- Almerica d’Este (1641–1660),
- Leonorę d’Este (1643–1722),
- Marię d’Este (1644–1684),
- Tedalda d’Este (1646–1646).